# Daniela Krien

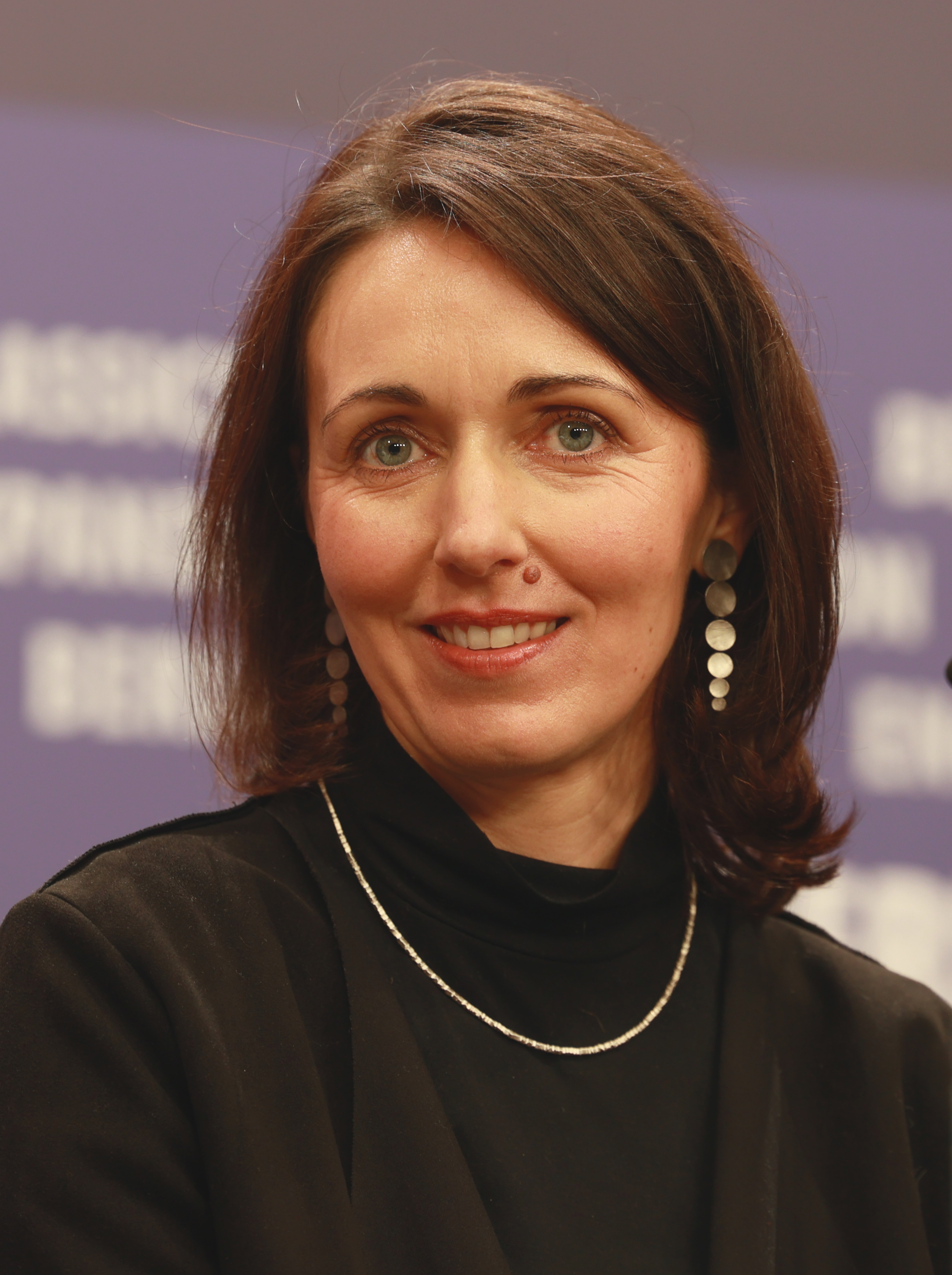
Daniela Krien (2023)

Daniela Krien (* 25. August 1975 in Neu Kaliß) ist eine deutsche Schriftstellerin.

## Leben
Daniela Krien wuchs in Jena und im Vogtland auf. Beim Mauerfall war sie eine 14-Jährige, deren Mutter sich beruflich neu orientieren und um den jüngeren Sohn kümmern musste. Krien brach ihre Schulausbildung im Gymnasium in der elften Klasse ab und absolvierte eine dreijährige Ausbildung zur Zahnarzthelferin im fränkischen Hof an der Saale. Später machte sie am Chemnitzer Abendgymnasium in weiteren drei Jahren das Abitur nach. Nach verschiedenen beruflichen Stationen zog sie 1999 nach Leipzig, wo sie Kulturwissenschaften und Kommunikations- und Medienwissenschaft studierte.
Sie arbeitete am Schnitt eines Dokumentarfilms der Produktionsfirma amadelio film mit, die sich auf Filme über Künstler spezialisiert hat. So entstand ein Dokumentarfilm über den Fotografen Jock Sturges (Die Schönheit in uns, Erstsendung: arte 2009). 
Im Jahre 2011 veröffentlichte Krien ihren ersten Roman: Irgendwann werden wir uns alles erzählen.
Krien lebt in Leipzig, ist liiert und hat zwei Töchter aus einer früheren Beziehung, von denen eine durch einen Impfschaden auf Lebenszeit schwerbehindert ist, zugleich aber hochmusikalisch und mit absolutem Gehör begabt.

## Werk

### Irgendwann werden wir uns alles erzählen
Im September 2011 debütierte Krien mit dem Entwicklungsroman Irgendwann werden wir uns alles erzählen (der Titel ist ein Zitat aus Dostojewskis Die Brüder Karamasow). Die Geschichte spielt im Sommer 1990 in der DDR, ist zeitlich also zwischen Wende und Wiedervereinigung angesiedelt. Maria, die knapp 17-jährige Hauptfigur, lebt mit Johannes, ihrem Freund, auf dem Dreiseithof seiner Eltern, dem Brendel-Hof, in einem Dorf unweit der innerdeutschen Grenze. Maria schwänzt die Schule. Marias inneres Gleichgewicht gerät durcheinander, als sie den 40-jährigen Henner kennenlernt, der auf einem der Nachbarhöfe lebt. Der daraus resultierenden Amour fou gibt sich Maria rückhaltlos hin, mit dem Ende des Sommers naht aber auch das Ende dieser Beziehung. Der Roman wurde von der Kritik vor allem wegen seiner kraftvollen Sprache gelobt. Gemeinsam mit dem Buch ist ein Hörbuch erschienen, gelesen von der Schauspielerin Anna Thalbach. Der Roman wurde zunächst im deutschen Sprachraum ein Bestseller und ist daraufhin 2013 auf Englisch, Französisch und Spanisch erschienen. Insgesamt wurden 14 Auslandslizenzen verkauft.
2022 wurde der Roman unter demselben Titel Irgendwann werden wir uns alles erzählen von der iranisch-deutsch-französischen Berliner Regisseurin Emily Atef verfilmt. Die Figur der Maria wird im Film von der Schauspielerin Marlene Burow dargestellt. Das Drehbuch schrieb Krien zusammen mit der Regisseurin selbst, es wurde für den Deutschen Drehbuchpreis 2022 nominiert. Die Premiere des Films fand am 17. Februar 2023 im Rahmen der Internationalen Filmfestspiele Berlin statt. Die Literaturverfilmung lief als Wettbewerbsbeitrag um den Goldenen Bären, den Hauptpreis der Berlinale.

### Die Liebe im Ernstfall
Der zweite Roman, Die Liebe im Ernstfall (2019), untersucht die Fähigkeiten von fünf zeitgenössischen Frauen mittleren Alters, dem geltenden gesellschaftlichen Idealbild von Familie oder trauter Zweisamkeit gemäß zu leben. Die Frauen fällen lauter Entscheidungen, von denen ihre Mütter abgeraten hätten. Es ist nicht stark handlungsgetrieben, sondern insbesondere an „Sprache, Rhythmus und Form“ orientiert. Und nebenher ist es ein Stadtporträt des Leipzigs der Gegenwart.
Das Buch wurde auf der Leipziger Buchmesse von Buchhändlern und Kritikern sehr positiv aufgenommen. Denis Scheck rezensierte: „Lange habe ich keinen so gleichermaßen unterhaltsamen wie psychologisch klugen Roman über die Lebens- und Liebeswirklichkeit erwachsener Menschen in der Bundesrepublik Deutschland der Gegenwart gelesen.“ In der Süddeutschen Zeitung bezeichnete Burkhard Müller das Werk als wundervollen Großstadtroman: „Krien fragt so unaufdringlich wie nachdrücklich nach dem Preis, den der enorm erhöhte Grad persönlicher Freiheit kostet.“

### Der Brand
Der im August 2021 bei Diogenes erschienene dritte Roman Der Brand erhielt durchwachsene Kritiken. Vor den bloßen Hintergrundereignissen der Covid-Pandemie und den postmodernistischen Kulturkämpfen in den Hochschulen (einer der beiden Protagonisten ist Literaturprofessor) entrollt sich eine feinsinnig psychologische Erzählung über die wackeligen Chancen, die fast erloschene Glut einer 30-jährigen Ehebeziehung zu revitalisieren. Die Ich-Erzählerin ist die beruflich als Psychologin tätige Ehefrau. Der Buchtitel spielt sowohl auf die Metapher des erlöschenden (Liebes-)Feuers an als auch auf den tiefsitzenden Ärger, den viele Ostdeutsche empfinden, wenn Studenten in T-Shirts mit der Aufschrift „Bomber Harris do it again“ sich demonstrativ positiv auf den Brand Dresdens durch britische Bomber in der Endphase des Zweiten Weltkriegs rückbeziehen. Diese zeitgenössischen gesellschaftlichen Konflikte sind als Stress und Belastungsfaktoren präsent, aber nicht für die erzählte Geschichte einer Familiendynamik bestimmend.

## Veröffentlichungen
- Irgendwann werden wir uns alles erzählen. Roman. Graf Verlag, München 2011, ISBN 978-3-86220-019-1.
- Muldental. Zehn Geschichten. Graf Verlag, München 2014, ISBN 978-3-86220-022-1.
- Die Liebe im Ernstfall. Roman. Diogenes Verlag, Zürich 2019, ISBN 978-3-257-07053-8.
- Der Brand. Roman. Diogenes Verlag, Zürich 2021, ISBN 978-3-257-07048-4.
- Mein drittes Leben. Roman. Diogenes Verlag, Zürich 2024. ISBN 978-3-257-07305-8.

## Auszeichnungen
- 2015: Debütpreis zum Nicolas-Born-Preis
- 2020: Sächsischer Literaturpreis
- 2025: Walter-Hasenclever-Literaturpreis[14]